# WASP-60 (Morava)
WASP-60 eller Morava, är en ensam stjärna belägen i den norra delen av stjärnbilden Pegasus. Den har en skenbar magnitud av ca 12,18 och kräver ett kraftfullt teleskop för att kunna observeras. Baserat på parallax enligt Gaia Data Release 2 på ca 2,29 mas, beräknas den befinna sig på ett avstånd på ca 1 420 ljusår (436 parsek) från solen. Den rör sig närmare solen med en heliocentrisk radialhastighet på ca -27 km/s. En undersökning 2015 kunde inte notera någon följeslagare till WASP-60.

## Nomenklatur
År 2019 valdes WASP-60 som en del av NameExoWorlds-kampanjen organiserad av International Astronomical Union, som tilldelade varje land en stjärna och planet att namnges. WASP-60 tilldelades, på förslag av Serbien, namnet Morava efter floden med samma namn, medan planeten gavs namnat Vlasina, efter en annan flod.

## Egenskaper
WASP-60 är en gul till vit stjärna i huvudserien av spektralklass G1 V. Den har en massa som är ca 1,23 solmassa, en radie på ca 1,40 solradie och har en effektiv temperatur av ca 6 100 K. Stjärnan är anrikad på tunga element med en järnhalt på 180 procent av solens. Stjärnan har ingen observerbar stjärnfläcksaktivitet, vilket är ovanligt för en relativt ung stjärna. Den ålder för WASP-60 som fastställts med olika metoder är dock mycket osäker och den kan faktiskt vara en gammal stjärna som upplevde en episod av spin-up i det förflutna.

## Planetsystem
År 2012 upptäcktes en het Jupiterplanet, WASP-60 b, i en snäv, cirkulär bana. Dess jämviktstemperatur är 1 479 ± 35 K. Mätningar av Rossiter-McLaughlin-effekten 2018 visade att WASP-60 b befinner sig i en retrograd bana i förhållande till stjärnans ekvatorialplan, med en oblikvitet på 129 ± 17°.
| Planet      | Massa              | Halv storaxel (AE) | Siderisk omloppstid (d) | Excentricitet | Inklination   | Radie            |
| ----------- | ------------------ | ------------------ | ----------------------- | ------------- | ------------- | ---------------- |
| b (Vlasina) | > 0,560 ± 0,036 MJ | 0,05548 ± 0,00040  | 4,3050040               | 0             | 86,05 ± 0,57° | 1,225 ± 0,069 RJ |